# Üzleten kívüli kereskedés
Az üzleten kívüli kereskedés  a kiskereskedelemre vonatkozó gyűjtőfogalom, amely magában foglalja a jól ismert házalást (házaló kereskedelmet) is.

## Az üzleten kívüli kereskedés fogalma
„üzleten kívüli kereskedés: a kereskedő vagy a nevében, illetve javára eljáró személy által a termék forgalmazása céljából a vásárlónak - annak kifejezett kérése nélkül - a lakásán, munkahelyén vagy más tartózkodási helyén való felkeresésével vagy az e célból szervezett utazás vagy rendezvény alkalmával folytatott kiskereskedelmi tevékenység.”

## Ide sorolható tevékenységek
- Házalás, beleértve az ószerest is (használtcikk-kereskedőt)
- termébemutatók szervezői
- kereskedelmi ügynökök

## Története

### A házalás
A házalás olyan kereskedés, melynél az árukat állandó telephely nélkül, helységről- helységre és házról-házra vándorolva árusítják. A házalás nem esett az ipartörvények rendelkezései alá úgy, mint a kereskedés egyébként. A második világháborúig az 1852-ben kiadott császári nyílt parancs és az annak alapján fejlődött gyakorlat volt az irányadó. Eszerint a házaláshoz rendőrhatósági engedély kellett, azt csak "erkölcsileg megbízható" egyénnek" és évenként adták ki; az engedélyt a meglátogatott községben mindig láttamoztatni kellett. A házalásból már korábban is kizártak számos iparcikket. A sajtótermékekkel való házalás akkor is külön szabályok alá esett. Az 1930. évi népszámlálás szerint Magyarországon 2706 (1908 férfi, 798 nő) engedéllyel bíró, árut magával hordó házalókereskedő volt; a házalásból élő összes kereső 2888, eltartott 3921, együtt 6809 személyt tett ki.

### Az ószeres

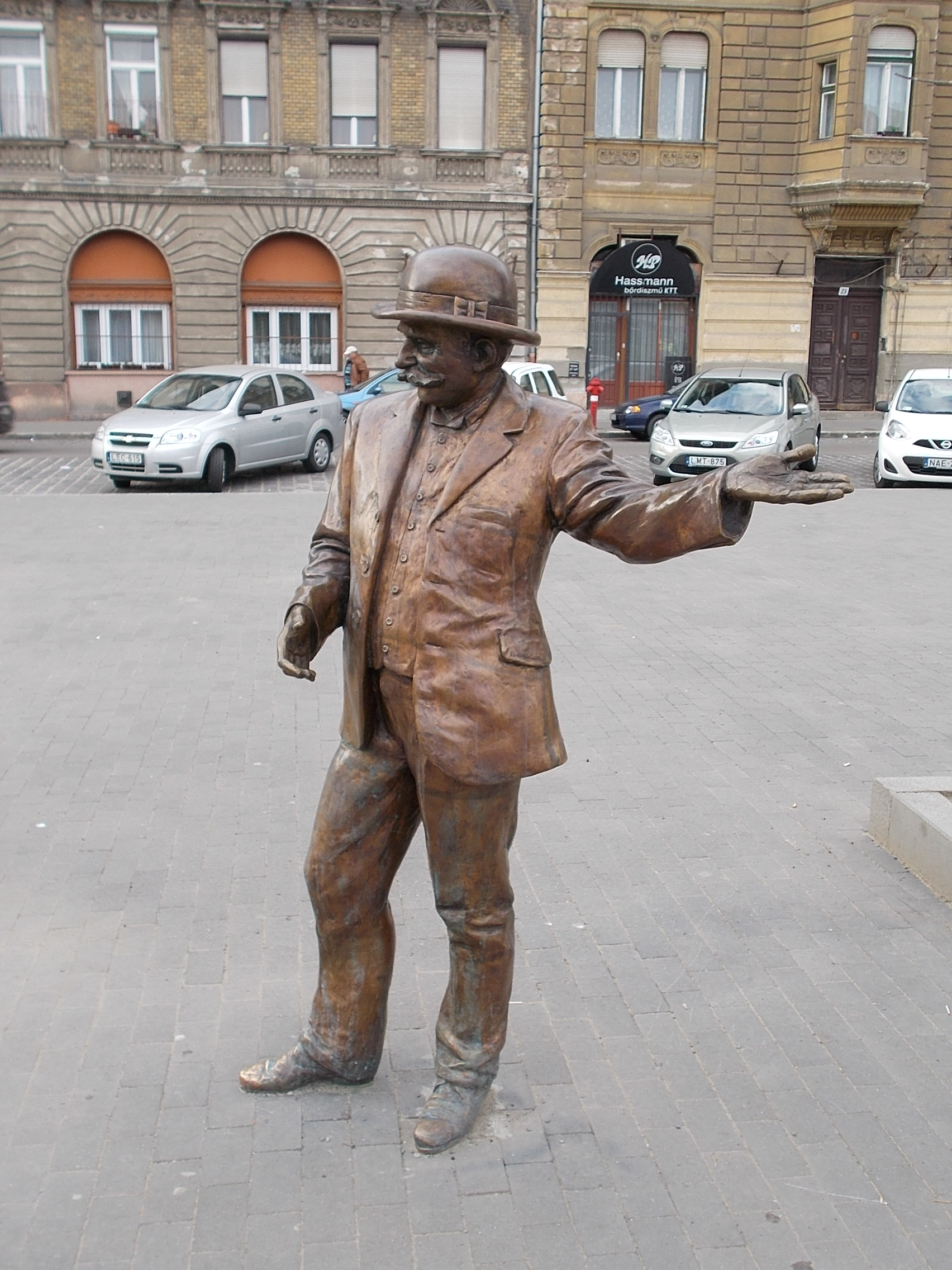
Ószeres szobra, Mészáros Attila alkotása (2014) a budapesti Teleki László téren

Az ószeres használt áruk összevásárlásával foglalkozó iparos volt.  Az engedélyhez kötött iparok közé tartozott. A kiadható iparengedélyek száma korlátozott volt.
A köznapi nyelv handléságnak nevezte az ószeres ipart, az ószerest pedig handlénak. A handlé (vagy handle) jiddis szóból származik; kapcsolatos 
a német handeln (‘kereskedik’) és Händler (‘kereskedő’) szókkal.

## A 21. században
A FEOR 2011 előtt tartalmazta a "Piaci, utcai, vásári árus"t (5113), mint aki különböző termékeket, pl. virágot, frissítőt, újságot árul közterületeken.
Ide tartozó jellemző munkakörök voltak a következők:
- Házaló kereskedő
- Hírlapárus
- léggömbárus
- Mozgó értékcikkárus
- Ószeres
- Utcai virágárus[6]

## Napjainkban nem forgalmazható házaló kereskedelem útján
Kormányrendelet korlátozza azon áruk körét, amelyek nem forgalmazhatók házalás (házaló kereskedelem) útján. Ezek a következők:
1. kábítószer és pszichotróp anyag, illetve annak minősülő termék,
2. gyógyszer, gyógyszernek nem minősülő gyógyhatású anyag vagy készítmény, gyógyászati segédeszköz, veszélyesnek minősülő anyag és készítmény, növényvédő szer, növényvédelmi célú és termelésnövelő anyag, valamint állatgyógyászati termék,
3. c) élelmiszer (ideértve a gombát is), a zöldség és a gyümölcs kivételével,
4. d) élő állat, növényi szaporítóanyag,
5. e) az Országos Tűzvédelmi Szabályzat szerint fokozottan tűz- vagy robbanásveszélyes osztályba tartozó anyag,
6. f) veszélyes hulladék, veszélyes komponenseket tartalmazó maradvány és leválasztott anyag,
7. g) drágakő, nemesfém, nemesfémből készült ékszer, díszműáru és egyéb tárgy,
8. h) jövedéki termék, valamint
9. i) olyan egyéb termék, amelynek forgalmazását külön jogszabály előzetes engedélyhez köti.[8]

## Az üzleten kívüli kereskedés egyes szabályai
Kormányrendelet határozza meg az üzleten kívüli kereskedés folytatásának egye szabályait. Ezek közé tartozik:
- Üzleten kívüli kereskedés céljából a fogyasztó a lakásán 19 és 9 óra között nem kereshető fel, kivéve, ha ehhez előzetesen hozzájárult.[9]
- A fogyasztót a lakásán, munkahelyén, átmeneti tartózkodási helyén felkereső személy köteles személyazonosságát, és ha nem a saját nevében jár el, képviseleti jogosultságát a fogyasztónak igazolni.[10]
- Közlekedési eszközön folytatott értékesítés a közlekedési eszköz tulajdonosának, vagy üzemben-tartójának engedélyével, továbbá az értékesített termékre vonatkozó jogszabályok alapján szükséges hatósági engedélyek birtokában, a kereskedő nevének és székhelyének a vásárlók számára jól látható helyen történő feltüntetésével végezhető.[11]